# Saint-Lubin-de-la-Haye
Saint-Lubin-de-la-Haye ist eine französische Gemeinde mit 950 Einwohnern (Stand: 1. Januar 2022) im Département Eure-et-Loir in der Région Centre-Val de Loire in Frankreich. Sie gehört zum Kanton Anet und liegt an der Grenze zur Region Île-de-France.

## Geografie
Saint-Lubin-de-la-Haye liegt etwa 75 Kilometer westlich von Paris am Fluss Vesgre. Umgeben wird Saint-Lubin-de-la-Haye von den Nachbargemeinden Berchères-sur-Vesgre im Norden, Boissets im Nordosten, Gressey im Osten, Houdan im Südosten, Goussainville im Süden, Havelu im Süden und Südwesten sowie Bû im Westen und Südwesten.

## Bevölkerungsentwicklung
| Jahr                       | 1962 | 1968 | 1975 | 1982 | 1990 | 1999 | 2006 | 2017 |
| -------------------------- | ---- | ---- | ---- | ---- | ---- | ---- | ---- | ---- |
| Einwohner                  | 361  | 392  | 432  | 559  | 630  | 786  | 917  | 956  |
| Quellen: Cassini und INSEE |      |      |      |      |      |      |      |      |

## Kultur und Sehenswürdigkeiten
- Kirche Saint-Lubin, im 13./14. Jahrhundert erbaut, seit 1967 Monument historique
- Kapelle Saint-Sulpice aus dem 12. Jahrhundert, seit 1964 Monument historique

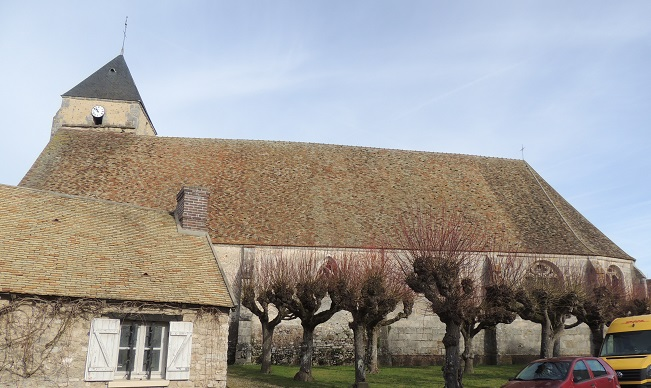
Kirche Saint-Lubin
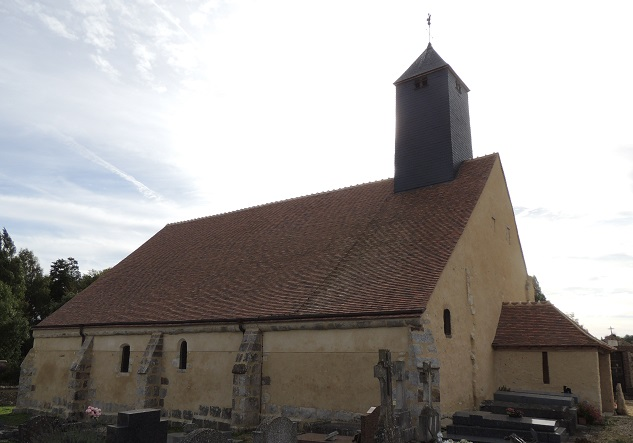
Kapelle Saint-Sulpice